# Пагате (Нью-Мексико)
Пагате (англ. Paguate) — переписна місцевість (CDP) в США, в окрузі Сібола штату Нью-Мексико. Населення — 474 особи (2020).

## Географія
Пагате розташований за координатами 35°8′16″ пн. ш. 107°21′55″ зх. д. / 35.13778° пн. ш. 107.36528° зх. д. (35.137705, -107.365189).  За даними Бюро перепису населення США в 2010 році переписна місцевість мала площу 19,19 км², з яких 19,15 км² — суходіл та 0,04 км² — водойми.

## Демографія
Згідно з переписом 2010 року, у переписній місцевості мешкала 421 особа в 145 домогосподарствах у складі 103 родин. Густота населення становила 22 особи/км².  Було 191 помешкання (10/км²).
Расовий склад населення:
| - 96,0 % — корінних американців - 1,7 % — білих - 0,2 % — азіатів |

До двох чи більше рас належало 1,9 %. Частка іспаномовних становила 3,6 % від усіх жителів.
За віковим діапазоном населення розподілялося таким чином: 25,7 % — особи молодші 18 років, 60,0 % — особи у віці 18—64 років, 14,3 % — особи у віці 65 років та старші. Медіана віку мешканця становила 41,1 року. На 100 осіб жіночої статі у переписній місцевості припадало 86,3 чоловіків;  на 100 жінок у віці від 18 років та старших — 82,0 чоловіків також старших 18 років.
Середній дохід на одне домашнє господарство  становив 44 138 доларів США (медіана — 23 929), а середній дохід на одну сім'ю — 56 361 долар (медіана — 51 528). За межею бідності перебувало 19,8 % осіб, у тому числі 0,0 % дітей у віці до 18 років та 23,9 % осіб у віці 65 років та старших.
Цивільне працевлаштоване населення становило 129 осіб. Основні галузі зайнятості: роздрібна торгівля — 33,3 %, освіта, охорона здоров'я та соціальна допомога — 30,2 %, мистецтво, розваги та відпочинок — 12,4 %, транспорт — 10,9 %.